# Iona, Florida
Iona är en ort (CDP) i Lee County, i delstaten Florida, USA. Enligt United States Census Bureau har orten en folkmängd på 15 369 invånare (2010) och en landarea på 17,1 km².